# Dypsis nossibensis
Espèce
Synonymes
- Chrysalidocarpus nossibensis Becc.[2] [1]
- Haplophloga loucoubensis Baill.[2] [1]
- Vonitra loucoubensis (Baill.) Jum.[2] [1]
- Vonitra nossibensis (Becc.) H.Perrier[1]

Statut de conservation UICN

 CR B1ab(v)+2ab(v); C2a(i,ii); D : 
En danger critique
Dypsis nossibensis est une espèce de plantes de la famille des Arecaceae.

## Publication originale
- Palms of Madagascar 358. 1995.